# Nürnberger Dreck
Nürnberger Dreck (gesprochen: „Dreeg“) ist ein Kartenspiel, eine vor allem im fränkischen Raum verbreitete Variante des Spiels Sechsundsechzig, bei dem normalerweise vier Spieler teilnehmen, das aber auch nur von drei Spielern gespielt werden kann.
Als Spielkarten findet das bayerische Blatt Verwendung, wobei mit 24 Karten gespielt wird, von jeder Farbe jeweils Neun, Unter, Ober, König, Zehn und Ass (Sau).
Man unterscheidet vier verschiedene Spielarten, die „nauf und noo“ gespielt werden, d. h. zuerst in normaler, dann in umgekehrter Reihenfolge:
- Jeder für sich oder „Sechsundsechzig“ (Deutsch):
Trumpf ist die Farbe, die nach Mischen und Abheben zuunterst im Kartenstapel ist. Der Geber erhält so automatisch einen Trumpf.

- Herz Ass oder „Rot-Sau“ (Russisch):
Der Spieler, der nach dem Geben die Karte Herz Ass besitzt, darf bestimmen, welche Farbe Trumpf ist. Die anderen drei bzw. zwei Spieler bilden dann ein Team und spielen gemeinsam gegen den Spieler, der die Trumpffarbe bestimmen durfte.

- Rufen (Englisch):
Der Spieler, welchem beim Geben als erstes drei Karten ausgeteilt werden, muss nach Ansicht dieser drei Karten eine andere Spielkarte rufen und bildet dann mit dem Spieler, der nach dem Geben diese Karte besitzt, ein Team. Gleichzeitig wird dadurch die Trumpffarbe bestimmt. Die beiden übrigen Spieler bilden ebenfalls ein Team (bei drei Spielern muss der übrige Spieler alleine gegen den rufenden und den gerufenen Spieler antreten). Sollte  der Rufende sich selbst rufen, spielt er alleine gegen den Rest der Mitspieler.

- Kamerun:
Hier spielt wieder jeder für sich. Allerdings geht es hier darum, möglichst wenig Stiche zu machen. Man muss aber grundsätzlich, sofern man dazu in der Lage ist, überstechen. Wenn man dies nicht kann, muss man zumindest eine Karte derselben Farbe spielen. Nur wenn dies nicht möglich ist, darf man sich einer (möglichst hohen) Karte einer anderen Farbe entledigen.